# Siebera
Siebera là một chi thực vật có hoa trong họ Cúc (Asteraceae).

## Loài
Chi Siebera gồm các loài: